# Wilhelm Baues
Wilhelm Baues, född den 21 november 1948 i Mönchengladbach, Tyskland, är en västtysk kanotist.
Han tog OS-silver i C-2 i slalom i samband med de olympiska kanottävlingarna 1972 i München.